# Don Ackerman
Donald D. « Buddy » Ackerman, né le 4 septembre 1930 à New York et décédé le 9 juillet 2011, est un joueur professionnel de basket-ball.
Buddy Ackerman effectue sa carrière universitaire à l'université de Long Island.
Après une année passée à jouer avec les British-Americans de Manchester en American Basketball League, il est sélectionné en 11e position de la Draft 1953 de la NBA par les Knicks de New York, où il joue 28 matches en une saison, affichant des moyennes de 1,5 point et 0,8 passe décisive par match.
L'année suivante, il est échangé aux Celtics de Boston mais décline le transfert, préférant rester à New York avec sa famille, et il met un terme à sa carrière.
En 1970, il crée un programme d'enseignement du basket-ball à New York (St. Anthony's Church Catholic Youth Organization program).